# 博阿維斯塔杜拉莫斯

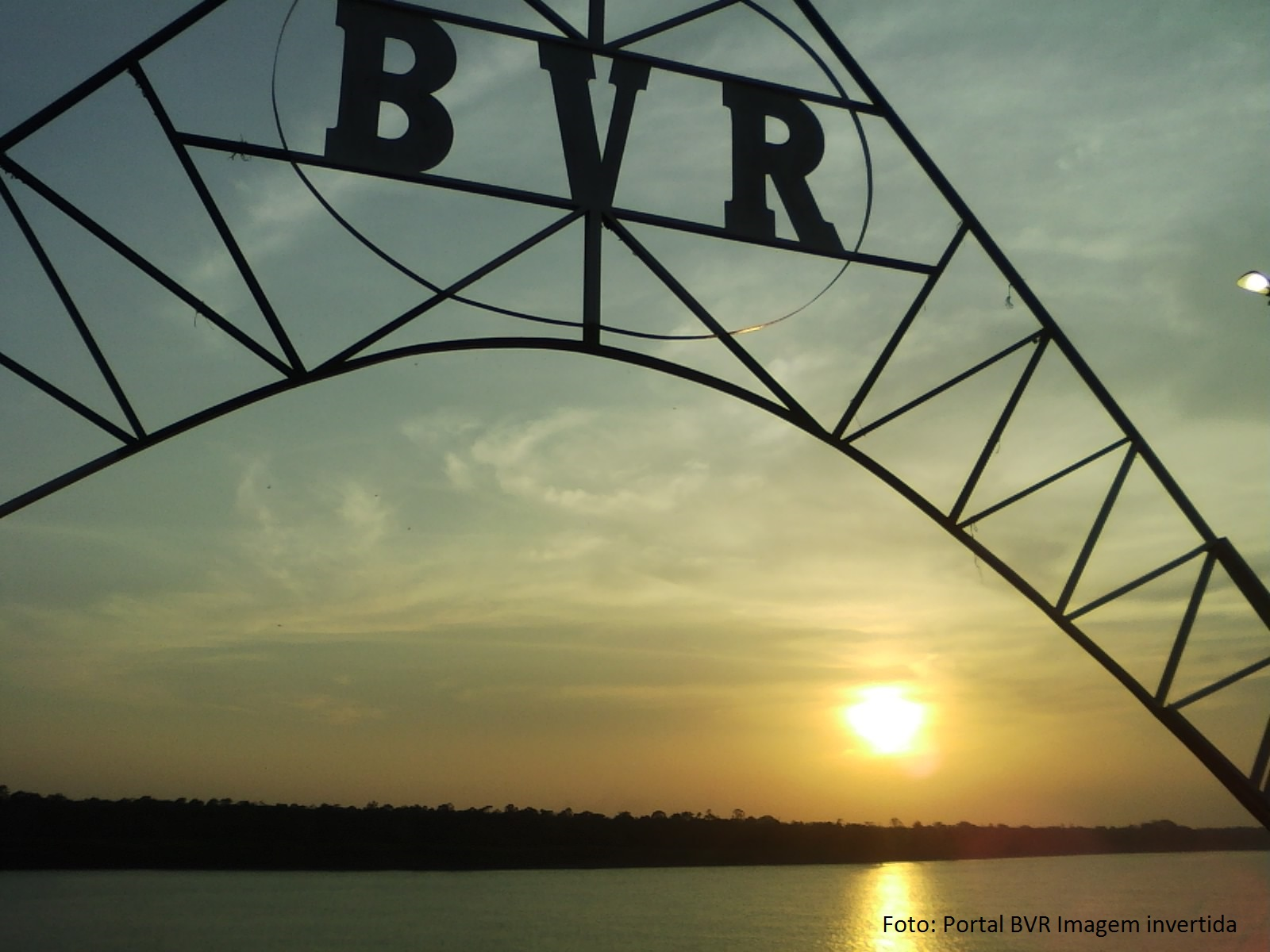
博阿維斯塔杜拉莫斯

02°58′12″S 57°35′24″W / 2.97000°S 57.59000°W
博阿維斯塔杜拉莫斯（葡萄牙語：Boa Vista do Ramos）是巴西的城鎮，位於該國北部，由亞馬遜州負責管轄，始建於1982年2月25日，面積2,587平方公里，2013年人口16,820，人口密度每平方公里6.5人。